# 哈丁頓山
哈丁頓山是南極洲的火山，位於詹姆斯羅斯島，寬60公里，海拔高度1,630米，山體在中新世時期形成，該火山在1842年12月31日由詹姆斯·克拉克·羅斯率領的探險隊發現。